# Friedrich Stolberg
Friedrich Stolberg, plným jménem Friedrich Theodor Alfred Pius Franz von Sales Maria zu Stolberg-Stolberg (14. prosince 1877, Thomaswaldau – 28. března 1954, Gamburg an der Tauber), byl šlechtic, rakouský a poté československý politik německé národnosti, jeden ze zakladatelů německojazyčného křesťanskosociálního hnutí v českých zemích, meziválečný předseda Německé křesťansko sociální strany lidové a senátor Národního shromáždění ČSR.

## Biografie
Vystudoval práva na Innsbrucké univerzitě. Získal titul doktora práv. Od roku 1908 byl poslancem Slezského zemského sněmu a v letech 1912–1919 působil i jako člen zemského výboru. Byl členem zemské zemědělské rady. Byl majitelem velkostatku Kyjovice ve Slezsku (k velkostatku náležely polnosti a lesy na katastru obcí Kyjovice, Pustá Polom, Těškovice). Přispíval na stavby v obci (silnice, kaple, lokální dráha Kyjovice - Svinov). Pečoval o výsadbu, šlechtění a budování zámeckého parku, který byl jedním z dendrologicky nejcennějších na severní Moravě a ve Slezsku. [zdroj?]
Už na přelomu 19. a 20. století patřil k předním postavám katolického politického tábora mezi německým obyvatelstvem Českých zemí. Byl hlavní postavou politického katolicismu a Křesťansko-sociální strany v Rakouském Slezsku. Působil jako statkář.
V parlamentních volbách v roce 1925 získal senátorské křeslo v Národním shromáždění. Uváděl se coby rolník v Kyjovicích. Mandát obhájil v parlamentních volbách v roce 1929. Senátorem byl do roku 1935.
V roce 1935 se stal předsedou Německé křesťanskosociální strany lidové, když v jejím čele vystřídal Karla Hilgenreinera. Jeho nástup do čela strany souvisel s dočasným vítězstvím aktivistického křídla, které bylo vstřícné vůči Československu a chtělo se vymezovat proti Sudetoněmecké straně. Důsledkem této mocenské proměny byl i opětovný vstup strany do československé vládní koalice. Samotný Stolberg ale byl spíše méně výrazným politikem. Tento takzvaný novoaktivismus nicméně neuspěl a v roce 1938 členská základna strany hromadně přešla k Sudetoněmecké straně. Stolberg tak neučinil a formálně zůstal předsedou křesťanských sociálů až do března 1939, kdy se strana sama rozpustila. Nevstoupil do NSDAP. Politicky se neangažoval.
Na jaře 1946 byl vysídlen do obce Sterbfritz v Hesensku. Jeho žádost o navrácení československého občanství zamítla antifašistická komise při ONV v Bílovci 17. dubna 1946 se zdůvodněním: „poněvadž ani v době zvýšeného nebezpečí republiky, také po dobu okupace nebylo zúčastněno aktivního odboje nebo trpěno pod nacistickým terorem.“ Později se usadil v obci Gamburg an der Tauber v Bavorsku. Zde byl aktivní v organizacích vysídlenců (Ackermannovo sdružení). Zemřel při autonehodě.
Dne 29. srpna 1911  uzavřel v Drensteinfurtu sňatek s Franciscou Marií Herminií Antonií Emmou Engelbertou (*13. 6. 1877 v Drensteinfurtu, +24. 9. 1964 v Drensteinfurtu), rozenou Landsberg-Velen, dcerou vestfálského a pruského politika, říšského svobodného pána Františka Karla Engelberta Marii von Landsberg-Velen (*9. února 1830 v Münstru, †27. října 1915 v Drensteinfurtu, Vestfálsko). Ze šťastného manželství se narodily dvě dcery.